# Rehnidium omnivagum
Rehnidium omnivagum is een rechtvleugelig insect uit de familie doornsprinkhanen (Tetrigidae). De wetenschappelijke naam van deze soort is voor het eerst geldig gepubliceerd in 1956 door Grant.